# Theodor Barth (Maler)

Von Theodor Barth gestaltete Mono-Karte mit Basler Motiv, 1907

Theodor Barth (* 9. März 1875 in Beggingen; † 26. August 1949 in Luzern) war ein Schweizer Maler, Grafiker, Zeichner und Illustrator.

## Leben
Barths Vater Theodor Barth-Imhoof war Pfarrer an der Theodorskirche und Matthäuskirche in Basel. Seine Jugend verbrachte Barth in Zofingen und besuchte in Basel das Gymnasium. Anschliessend studierte er Chemie und schrieb seine Doktorarbeit zum Thema der Alchemie. Die folgenden sieben Jahre arbeitete er als Chemiker in Holland, Frankreich und in der Schweiz.
Verheiratet mit Hermine Barth-Jundt, entschloss sich Barth seinen Brotberuf aufzugeben und die Künstlerlaufbahn ein zu schlagen. So studierte er von 1904 bis 1908 an der Akademie der Bildenden Künste München bei Heinrich Knirr, Ludwig von Löfftz und Peter Halm und schloss dort u. a. Freundschaft mit Albert Welti, Ernst Kreidolf und Wilhelm Balmer.
1914 liess er sich in Basel nieder und arbeitete drei Jahre als Sekretär am Kunsthaus Zürich. Barth lebte und arbeitete an der Rittergasse in Basel, Beckenried, Schwyz, Meggen und Uttwil.
1932 siedelte er nach Luzern über, wo er bis zu seinem Tod wirkte. Sein Œuvre ist geprägt von Lithografien, Porträts, Stillleben und Städtebildern.
Theodor Barth war ein Cousin des Theologen Karl Barth. Durch seine Schwester Johanna war er von 1901 an mit dem Theologen Rudolf Liechtenhan verschwägert.

## Publikationen
- Emanuel Stickelberger: Der Maler Theodor Barth In: Basler Stadtbuch, Basel, 1952
- «Schweizer Bilderbuch Allerlei aus dem Vaterlande für Kleine und Große», Ernst Jenny (Text), Theodor Barth (Illustrationen). Verlag Manissadjian & Co., Basel /Zürich, 1907.
- (mit Otto Plattner:) Emmanuel Stickelberger: Der Stein der Weisen. Eine Kaufmannsgeschichte aus dem alten Basel. Friedrich Reinhardt, Basel 1919.
- Illustrationen des Romans Der Schmied von Göschenen von Robert Schedler, 1919.
- Gertrud Genzmer: Am stillen Herd in Winterszeit. Geschichten für jung und alt. Buchschmuck [66 Illustrationen] von Theodor Barth. Verlag von Levy und Müller, Stuttgart [1906].